# Бамба, Сол
Сулейма́н Бамба́ (фр. Souleymane Bambá; 13 января 1985, Иври-сюр-Сен, Франция — 31 августа 2024, Маниса, Турция), более известный как Сол Бамба́ (фр. Sol Bambá) — ивуарийский футболист, центральный защитник. Участник двух чемпионатов мира.

## Клубная карьера

### «Пари Сен-Жермен»
Футбольное образование Сол получил во французском клубе «Пари Сен-Жермен», в Академию которого он поступил в 14-летнем возрасте. Неплохо показав себя за юношей и дубль «ПСЖ», в 2004 году Бамба подписал с парижанами свой первый профессиональный контракт. Однако пробиться в основной состав клуба ивуарийцу не удалось — за два года, проведённых в первой команде, он сыграл всего один матч. К тому же бывший в то время главным тренером парижан Вахид Халилходжич в одном из интервью заявил, что не видит Бамба в «Пари Сен-Жермене» и посоветовал ему сменить команду.

### «Данфермлин Атлетик»
В июле 2006 года подписал двухлетний контракт с шотландским «Данфермлин Атлетик». Тренер «Атлетика» Джим Лишман признавался, что намеревался приобрести другого игрока, но переговоры по нему провалились и тогда возник вариант с Бамба. В первом товарищеском матче против «Селтика» Бамба нейтрализовал валлийского нападающего «кельтов» Джона Хартсона. В следующем выставочном поединке, с испанской «Осасуной», Бамба несколько раз спас команду от гола.
В сезоне-2006/07 «Данфермлин» смог дойти до финала Кубка страны, где проиграл «Селтику» со счётом 0:1. По итогам чемпионата клуб покинул премьер-лигу. В межсезонье Сол подписал с «Атлетиком» новый двухлетний контракт.
В июле 2008 года Бамба отправился в Англию на просмотр в клуб «Уотфорд» и даже сыграл в выставочном матче против «Борем Вуд». Главный тренер хартфордширской команды Джим Макинтайр остался доволен ивуарийцем, но в последний момент «Уотфорд» по неизвестным причинам отказался приобретать Бамба у «Атлетика».

### «Хиберниан»
1 сентября 2008 года Бамба официально стал игроком «Хиберниана», подписав с «хибс» трехлетний контракт.
13 сентября Сол дебютировал в составе своей новой команды в матче против «Данди Юнайтед» — его удалили с поля за две жёлтые карточки 68-й минуте встречи.
7 декабря этого же года Бамба вследствие травмы центральных полузащитников клуба был вынужденно переведен на позицию опорного хавбека на матч против «Селтика». Встреча завершилась в пользу «Хиберниана» — 2:0, а Сол стал основным опорным полузащитником клуба.
В 2009 году новый тренер «Хиберниана», Джон Хьюз, перевёл Сола обратно на позицию центрального защитника после продажи Роба Джонса.
22 августа, поразив ворота «Фалкирка» на одноимённом стадионе, Бамба забил свой первый гол в профессиональной карьере. Примечательно, что второй гол, который он забил 27 марта 2010 года, ивуариец провёл в ворота того же клуба, на той же футбольной арене, а «Хиберниан» победил с тем же счётом — 3:1.
В июле 2010 года Бамба без предупреждения не явился из отпуска в тренировочный лагерь «Хиберниана» в Нидерландах, где команда готовилась к новому сезону. Сол объяснил своё поведение тем, что не смог восстановиться после чемпионата мира, поэтому и решил задержаться на отдыхе. Бамба был переведен дублирующую команду эдинбургцев. Спустя две недели ивуариец был возвращён в основной состав «Хиберниана» и 5 августа принял участие в матче Лиги Европы, в котором «хибс» встречались со словенским «Марибором» (2:3).

### «Лестер Сити»
В январе 2011 года, за полгода до истечения контракта с «хибс», защитник получил право на переговоры с любыми клубами. 2 января 2011 года Бамба подписал контракт с английским клубом «Лестер Сити», которым руководил главный тренер сборной Кот-д’Ивуара Свен-Ёран Эрикссон. Сумма сделки не разглашалась.
Дебют Сола в первом составе «лис» состоялся 9 января — в тот день «Лестер» в рамках Третьего раунда Кубка Англии встречался с «Манчестер Сити». Уже на 45-й секунде матча ивуарец после навеса с фланга переправил мяч в сетку «горожан». Матч закончился со счетом 2:2. 22 января Сол оформил «дубль» в ворота «Миллуолла» (4:2).
В сентябре 2011 года ивуариец продлил контракт до июня 2014 года. Вскоре после этого с поста главного тренера «Сити» ушёл Свен-Ёран Эрикссон, а пришедший ему на смену Найджел Пирсон чаще выпускал на поле Уэса Моргана.

### «Трабзонспор»
Недовольный своим положением в клубе Бамба попросил руководство «Лестера» подыскать ему новую команду. 18 июня 2012 года Сол заключил соглашение с турецким «Трабзонспором». Трансфер обошелся в 750 тысяч фунтов стерлингов. За новый клуб Бамба дебютировал 23 августа, отыграв полный матч Лиги Европы против венгерского «Видеотона» (0:0).

## Сборная Кот-д’Ивуара
Бамба родился во Франции в семье ивуарийских эмигрантов — поэтому он мог выступать за сборные Кот-д’Ивуара. Он принял участие в таких турнирах, как юношеский чемпионат Африки 2005 года, чемпионат мира среди молодёжных команд 2007 года, Турнир Тулона 2008 года.
На летних Играх 2008 года Сол с олимпийской сборной Кот-д’Ивуара дошёл до четвертьфинала футбольного турнира.
19 ноября 2008 года Бамба дебютировал в первой сборной своей страны в матче против Израиля (2:2).В своей третьей игре за «слонов» Бамба дебютировал в стартовом составе — это случилось 29 марта 2009 года в отборочном поединке к чемпионату мира 2010 против Малави (5:0). Перед той встречей в давке у сталиона «Уфуэ Боиньи» погибло 22 ивуарийских.

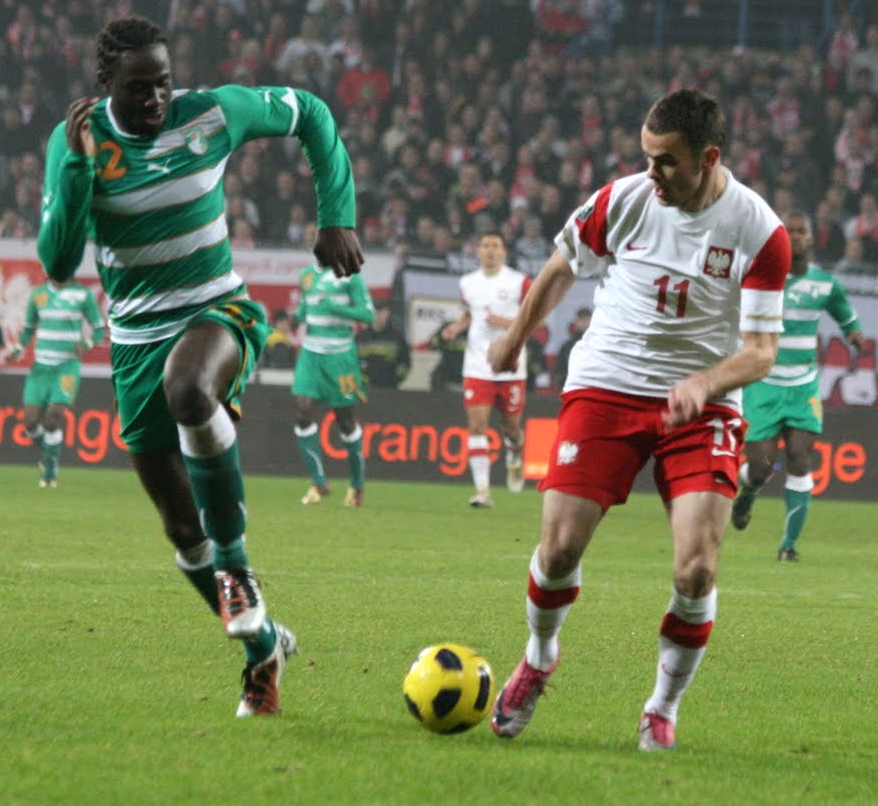
17 ноября 2010. Бамба (слева) в товарищеской встрече ивуарийцев со сборной Польши. Справа — Павел Брожек.

7 января 2010 года Бамба забил свой первый гол за сборную в матче против Руанды. На Кубке африканских наций 2010 Сол провёл все три матча своей сборной, которая в четвертьфинале уступила Алжиру — 2:3. Главной причиной неудачного выступления ивуарийцев в прессе называлось отсутствие взаимопонимания между парой центральных защитников африканцев Бамба и Коло Туре.
Наставник сборной Кот-д’Ивуара Вахид Халилходжич, с которым Сол работал ещё в «Пари Сен-Жермене», был уволен после Кубка африканских наций, а новым главным тренером «слонов» стал швед Свен-Ёран Эрикссон, который 11 мая включил ивуарийца в расширенный список национальной команды для участия на чемпионате мира 2010 года.
30 мая, в первом же матче сборной Кот-д’Ивуара под руководством нового тренера, Сол сумел забить гол, поразив ворота Парагвая (2:2).
1 июня Бамба вошёл в окончательный состав сборной, которая заняла в своей группе G третье место. Сол ни разу не появился на поле.
Через два года Бамба в составе «слонов» отправился на Кубок африканских наций. Сборная дошла до финала, где уступила в серии послематчевых пенальти команде Замбии. Бамба провёл от начала до конца все шесть матчей.
На чемпионате мира по футболу 2014 года Бамба играл в центре обороны вместе с Зокорой, так как Коло Туре заболел малярией перед началом турнира. Кот-д’Ивуар вылетел после группового этапа, Бамба провел все матчи без замен.
10 сентября 2014 года Бамба провел последний матч за сборную. 29 декабря 2014 года он не был включен в состав «слонов» на Кубок африканских наций 2015, который стал для Кот-д’Ивуара победным.

## Тренерская карьера
В январе 2023 года стал тренером по развитию техники в «Кардифф Сити». В 2024 году стал помощником главного тренера турецкого клуба «Аданаспор».

## Личная жизнь
- Был женат на англичанке Хлое, которая родила ему трех детей. Также у него был ребенок от шотландки
- Разговаривал на пяти языках: французском, английском, итальянском, турецком и одном из ивуарийских наречий
- Лечился от лимфомы, а в 2021 году объявил о полном излечении
- 30 августа 2024 года Сол почувствовал недомогание перед матчем против «Манисы». Его доставили в больницу, где он и скончался на следующий день возрасте 39 лет[55][56]

## Достижения
«Данфермлин Атлетик»
- Финалист Кубка Шотландии: 2006/07

«Кардифф Сити»
- Вице-чемпион Чемпионшипа: 2017/18

Сборная Кот-д’Ивуара
- Финалист Кубка африканских наций: 2012

## Клубная статистика
| Клуб                          | Сезон                         | Чемпионат | Чемпионат | Кубок | Кубок | Кубок Лиги | Кубок Лиги | Кубок Вызова | Кубок Вызова | Еврокубки | Еврокубки | Итого | Итого |
| Клуб                          | Сезон                         | Игры      | Голы      | Игры  | Голы  | Игры       | Голы       | Игры         | Голы         | Игры      | Голы      | Игры  | Голы  |
| ----------------------------- | ----------------------------- | --------- | --------- | ----- | ----- | ---------- | ---------- | ------------ | ------------ | --------- | --------- | ----- | ----- |
| Пари Сен-Жермен               | 2004/05                       | 1         | 0         | —     | —     | —          | —          | —            | —            | —         | —         | 1     | 0     |
| Всего за «Пари Сен-Жермен»    | Всего за «Пари Сен-Жермен»    | 1         | 0         | 0     | 0     | 0          | 0          | 0            | 0            | 0         | 0         | 1     | 0     |
| Данфермлин Атлетик            | 2006/07                       | 23        | 0         | 5     | 0     | 2          | 0          | —            | —            | —         | —         | 30    | 0     |
| Данфермлин Атлетик            | 2007/08                       | 15        | 0         | —     | —     | 1          | 0          | 2            | 0            | 2         | 0         | 20    | 0     |
| Данфермлин Атлетик            | 2008/09                       | 1         | 0         | —     | —     | —          | —          | —            | —            | —         | —         | 1     | 0     |
| Всего за «Данфермлин Атлетик» | Всего за «Данфермлин Атлетик» | 39        | 0         | 5     | 0     | 3          | 0          | 2            | 0            | 2         | 0         | 51    | 0     |
| Хиберниан                     | 2008/09                       | 29        | 0         | 1     | 0     | —          | —          | —            | —            | —         | —         | 30    | 0     |
| Хиберниан                     | 2009/10                       | 30        | 2         | 1     | 0     | 1          | 0          | —            | —            | —         | —         | 32    | 2     |
| Хиберниан                     | 2010/11                       | 16        | 2         | —     | —     | 1          | 0          | —            | —            | 1         | 0         | 18    | 2     |
| Всего за «Хиберниан»          | Всего за «Хиберниан»          | 75        | 4         | 2     | 0     | 2          | 0          | 0            | 0            | 1         | 0         | 80    | 4     |
| Лестер Сити                   | 2010/11                       | 16        | 2         | 2     | 1     | —          | —          | —            | —            | —         | —         | 18    | 3     |
| Лестер Сити                   | 2011/12                       | 36        | 1         | 1     | 0     | —          | —          | —            | —            | —         | —         | 37    | 1     |
| Всего за «Лестер Сити»        | Всего за «Лестер Сити»        | 52        | 3         | 3     | 1     | 0          | 0          | 0            | 0            | 0         | 0         | 55    | 4     |
| Трабзонспор                   | 2012/13                       | 16        | 0         | —     | —     | —          | —          | —            | —            | 2         | 0         | 18    | 0     |
| Всего за «Трабзонспор»        | Всего за «Трабзонспор»        | 16        | 0         | 0     | 0     | 0          | 0          | 0            | 0            | 2         | 0         | 18    | 0     |
| Всего за карьеру              | Всего за карьеру              | 183       | 7         | 10    | 1     | 5          | 0          | 2            | 0            | 4         | 0         | 204   | 8     |

(откорректировано по состоянию на 31 марта 2013)

## Матчи и голы за сборную Кот-д’Ивуара
| Матчи и голы Бамба за сборную Кот-д’Ивуара | Матчи и голы Бамба за сборную Кот-д’Ивуара | Матчи и голы Бамба за сборную Кот-д’Ивуара               | Матчи и голы Бамба за сборную Кот-д’Ивуара | Матчи и голы Бамба за сборную Кот-д’Ивуара | Матчи и голы Бамба за сборную Кот-д’Ивуара | Матчи и голы Бамба за сборную Кот-д’Ивуара                    |
| #                                          | Дата                                       | Место                                                    | Оппонент                                   | Счёт                                       | Голы Бамба                                 | Соревнование                                                  |
| ------------------------------------------ | ------------------------------------------ | -------------------------------------------------------- | ------------------------------------------ | ------------------------------------------ | ------------------------------------------ | ------------------------------------------------------------- |
| 1                                          | 19 ноября 2008                             | «Рамат-Ган», Рамат-Ган, Израиль                          | Израиль                                    | 2:2                                        | —                                          | Товарищеский матч                                             |
| 2                                          | 11 февраля 2009                            | «Измир Ататюрк», Измир, Турция                           | Турция                                     | 1:1                                        | —                                          | Товарищеский матч                                             |
| 3                                          | 29 марта 2009                              | «Уфуэ Боиньи», Абиджан, Кот-д’Ивуар                      | Малави                                     | 5:0                                        | —                                          | Отборочный матч чемпионата мира по футболу 2010               |
| 4                                          | 13 июня 2009                               | «Уфуэ Боиньи», Абиджан, Кот-д’Ивуар                      | Камерун                                    | 2:1                                        | —                                          | Товарищеский матч                                             |
| 5                                          | 20 июня 2009                               | «4 августа», Уагадугу, Буркина-Фасо                      | Буркина-Фасо                               | 3:2                                        | —                                          | Отборочный матч чемпионата мира по футболу 2010               |
| 6                                          | 12 августа 2009                            | Олимпийский стадион, Сус, Тунис                          | Тунис                                      | 0:0                                        | —                                          | Товарищеский матч                                             |
| 7                                          | 5 сентября 2009                            | «Уфуэ Боиньи», Абиджан, Кот-д’Ивуар                      | Буркина-Фасо                               | 5:0                                        | —                                          | Отборочный матч чемпионата мира по футболу 2010               |
| 8                                          | 10 октября 2009                            | «Камузу», Блантайр, Малави                               | Малави                                     | 1:1                                        | —                                          | Отборочный матч чемпионата мира по футболу 2010               |
| 9                                          | 14 ноября 2009                             | «Уфуэ Боиньи», Абиджан, Кот-д’Ивуар                      | Гвинея                                     | 3:0                                        | —                                          | Отборочный матч чемпионата мира по футболу 2010               |
| 10                                         | 18 ноября 2009                             | «Фелтинс-Арена», Гельзенкирхен, Германия                 | Германия                                   | 2:2                                        | —                                          | Товарищеский матч                                             |
| 11                                         | 4 января 2010                              | «Бенжамин Мкапа», Дар-эс-Салам, Танзания                 | Танзания                                   | 1:0                                        | —                                          | Товарищеский матч                                             |
| 12                                         | 7 января 2010                              | «Бенжамин Мкапа», Дар-эс-Салам, Танзания                 | Руанда                                     | 2:0                                        | 1                                          | Товарищеский матч                                             |
| 13                                         | 11 января 2010                             | «Шимандела», Кабинда, Ангола                             | Буркина-Фасо                               | 0:0                                        | —                                          | Кубок африканских наций 2010 (финальные игры, групповой этап) |
| 14                                         | 15 января 2010                             | «Шимандела», Кабинда, Ангола                             | Гана                                       | 3:1                                        | —                                          | Кубок африканских наций 2010 (финальные игры, групповой этап) |
| 15                                         | 24 января 2010                             | «Шимандела», Кабинда, Ангола                             | Алжир                                      | 2:3 (д.в.)                                 | —                                          | Кубок африканских наций 2010 (финальные игры, 1/4 финала)     |
| 16                                         | 3 марта 2010                               | «Лофтус Роуд», Лондон, Англия                            | Южная Корея                                | 0:2                                        | —                                          | Товарищеский матч                                             |
| 17                                         | 30 мая 2010                                | «Жозеф Мойна», Тонон-ле-Бен, Франция                     | Парагвай                                   | 2:2                                        | 1                                          | Товарищеский матч                                             |
| 18                                         | 17 ноября 2010                             | Городской стадион, Познань, Польша                       | Польша                                     | 1:3                                        | —                                          | Товарищеский матч                                             |
| 19                                         | 12 ноября 2011                             | «Нельсон Мандела Бэй», Порт-Элизабет, ЮАР                | ЮАР                                        | 1:1                                        | —                                          | Товарищеский матч                                             |
| 20                                         | 13 января 2012                             | «Мохаммед бин Зайед Стэдиум», Абу-Даби, ОАЭ              | Тунис                                      | 2:0                                        | —                                          | Товарищеский матч                                             |
| 21                                         | 16 января 2012                             | «Нахайян», Абу-Даби, ОАЭ                                 | Ливия                                      | 1:0                                        | —                                          | Товарищеский матч                                             |
| 22                                         | 22 января 2012                             | «Нуэво Эстадио де Малабо», Малабо, Экваториальная Гвинея | Судан                                      | 1:0                                        | —                                          | Кубок африканских наций 2012 (финальные игры, групповой этап) |
| 23                                         | 26 января 2012                             | «Нуэво Эстадио де Малабо», Малабо, Экваториальная Гвинея | Буркина-Фасо                               | 2:0                                        | —                                          | Кубок африканских наций 2012 (финальные игры, групповой этап) |
| 24                                         | 30 января 2012                             | «Нуэво Эстадио де Малабо», Малабо, Экваториальная Гвинея | Ангола                                     | 2:0                                        | —                                          | Кубок африканских наций 2012 (финальные игры, групповой этап) |
| 25                                         | 4 февраля 2012                             | «Нуэво Эстадио де Малабо», Малабо, Экваториальная Гвинея | Экваториальная Гвинея                      | 3:0                                        | —                                          | Кубок африканских наций 2012 (финальные игры, 1/4 финала)     |
| 26                                         | 8 февраля 2012                             | «Стад д’Ангондже», Либревиль, Габон                      | Мали                                       | 1:0                                        | —                                          | Кубок африканских наций 2012 (финальные игры, 1/2 финала)     |
| 27                                         | 12 февраля 2012                            | «Стад д’Ангондже», Либревиль, Габон                      | Замбия                                     | 0:0                                        | —                                          | Кубок африканских наций 2012 (финальные игры, финал)          |
| 28                                         | 29 февраля 2012                            | «Уфуэ Боиньи», Абиджан, Кот-д’Ивуар                      | Гвинея                                     | 0:0                                        | —                                          | Товарищеский матч                                             |
| 29                                         | 15 августа 2012                            | «Локомотив», Москва, Россия                              | Россия                                     | 1:1                                        | —                                          | Товарищеский матч                                             |
| 30                                         | 8 сентября 2012                            | «Уфуэ Боиньи», Абиджан, Кот-д’Ивуар                      | Сенегал                                    | 4:2                                        | —                                          | Отборочный матч Кубка африканских наций 2013                  |
| 31                                         | 14 ноября 2012                             | «Линцер», Линц, Австрия                                  | Австрия                                    | 3:0                                        | —                                          | Товарищеский матч                                             |
| 32                                         | 14 января 2013                             | «Нахайян», Абу-Даби, ОАЭ                                 | Египет                                     | 4:2                                        | —                                          | Товарищеский матч                                             |
| 33                                         | 22 января 2013                             | «Роял Бафокенг», Рюстенбург, ЮАР                         | Того                                       | 2:1                                        | —                                          | Кубок африканских наций 2013 (финальные игры, групповой этап) |
| 34                                         | 26 января 2013                             | «Роял Бафокенг», Рюстенбург, ЮАР                         | Тунис                                      | 3:0                                        | —                                          | Кубок африканских наций 2013 (финальные игры, групповой этап) |
| 35                                         | 3 февраля 2013                             | «Роял Бафокенг», Рюстенбург, ЮАР                         | Нигерия                                    | 1:2                                        | —                                          | Кубок африканских наций 2013 (финальные игры, 1/4 финала)     |
| 36                                         | 23 марта 2013                              | «Уфуэ Боиньи», Абиджан, Кот-д’Ивуар                      | Гамбия                                     | 3:0                                        | —                                          | Отборочный матч чемпионата мира по футболу 2014               |

Итого: 36 матчей / 2 гола; 21 победа, 11 ничьих, 4 поражения.
(откорректировано по состоянию на 23 марта 2013)

### Сводная статистика игр/голов за сборную
| Сборная          | Год              | Отборочные матчи ЧМ | Отборочные матчи ЧМ | Финальные матчи ЧМ | Финальные матчи ЧМ | Отборочные матчи КАН | Отборочные матчи КАН | Финальные матчи КАН | Финальные матчи КАН | Товарищеские матчи | Товарищеские матчи | Итого | Итого |
| Сборная          | Год              | Игры                | Голы                | Игры               | Голы               | Игры                 | Голы                 | Игры                | Голы                | Игры               | Голы               | Игры  | Голы  |
| ---------------- | ---------------- | ------------------- | ------------------- | ------------------ | ------------------ | -------------------- | -------------------- | ------------------- | ------------------- | ------------------ | ------------------ | ----- | ----- |
| Кот-д’Ивуар      | 2008             | —                   | —                   | —                  | —                  | —                    | —                    | —                   | —                   | 1                  | 0                  | 1     | 0     |
| Кот-д’Ивуар      | 2009             | 5                   | 0                   | —                  | —                  | —                    | —                    | —                   | —                   | 4                  | 0                  | 9     | 0     |
| Кот-д’Ивуар      | 2010             | —                   | —                   | —                  | —                  | —                    | —                    | 3                   | 0                   | 5                  | 2                  | 8     | 2     |
| Кот-д’Ивуар      | 2011             | —                   | —                   | —                  | —                  | —                    | —                    | —                   | —                   | 1                  | 0                  | 1     | 0     |
| Кот-д’Ивуар      | 2012             | —                   | —                   | —                  | —                  | 1                    | 0                    | 6                   | 0                   | 5                  | 0                  | 12    | 0     |
| Кот-д’Ивуар      | 2013             | 1                   | 0                   | —                  | —                  | —                    | —                    | 3                   | 0                   | 1                  | 0                  | 5     | 0     |
| Всего за карьеру | Всего за карьеру | 6                   | 0                   | 0                  | 0                  | 1                    | 0                    | 12                  | 0                   | 17                 | 2                  | 36    | 2     |

(откорректировано по состоянию на 23 марта 2013)